# Kobeřice (Hradčany-Kobeřice)

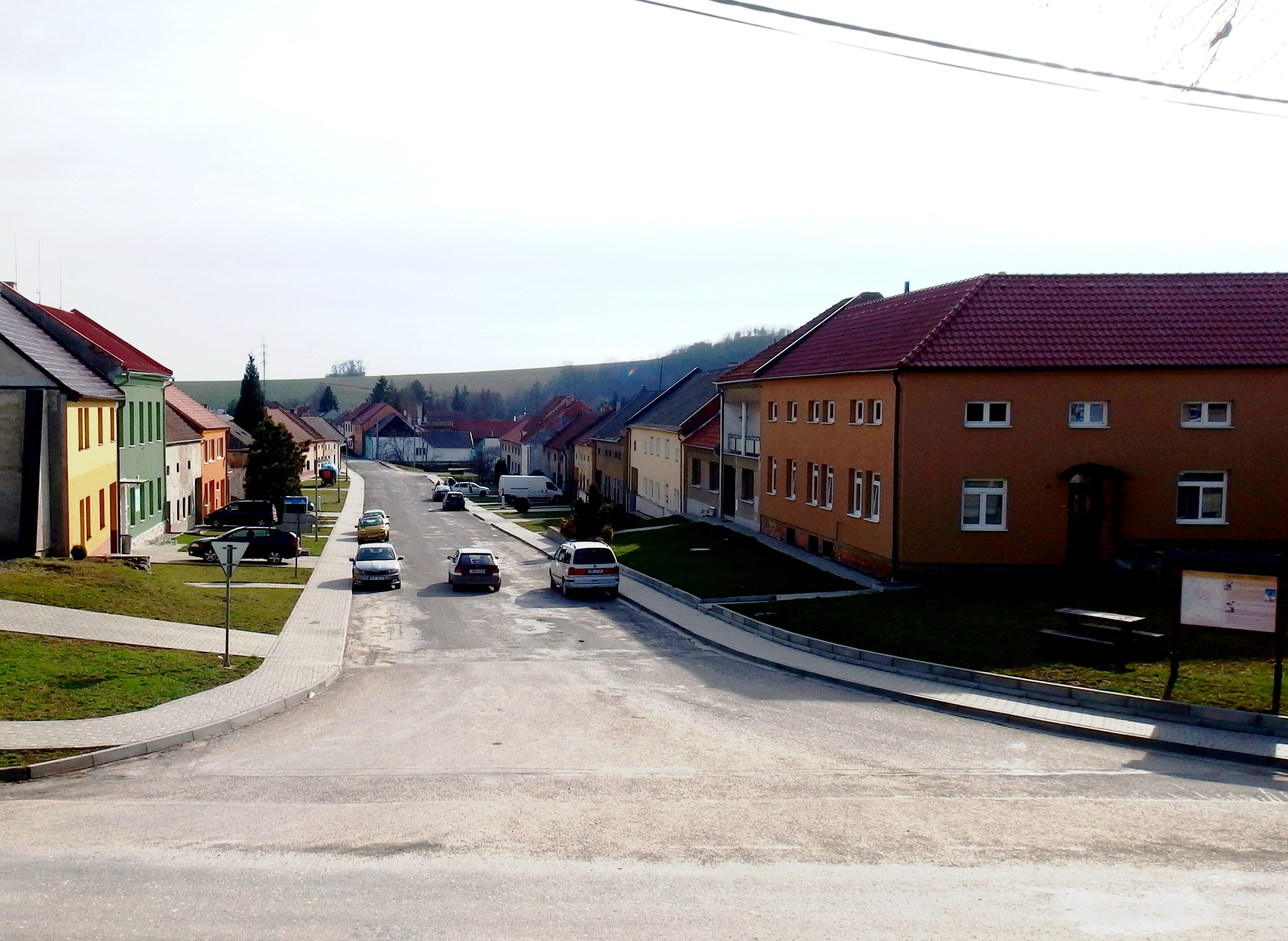
Dorfanger

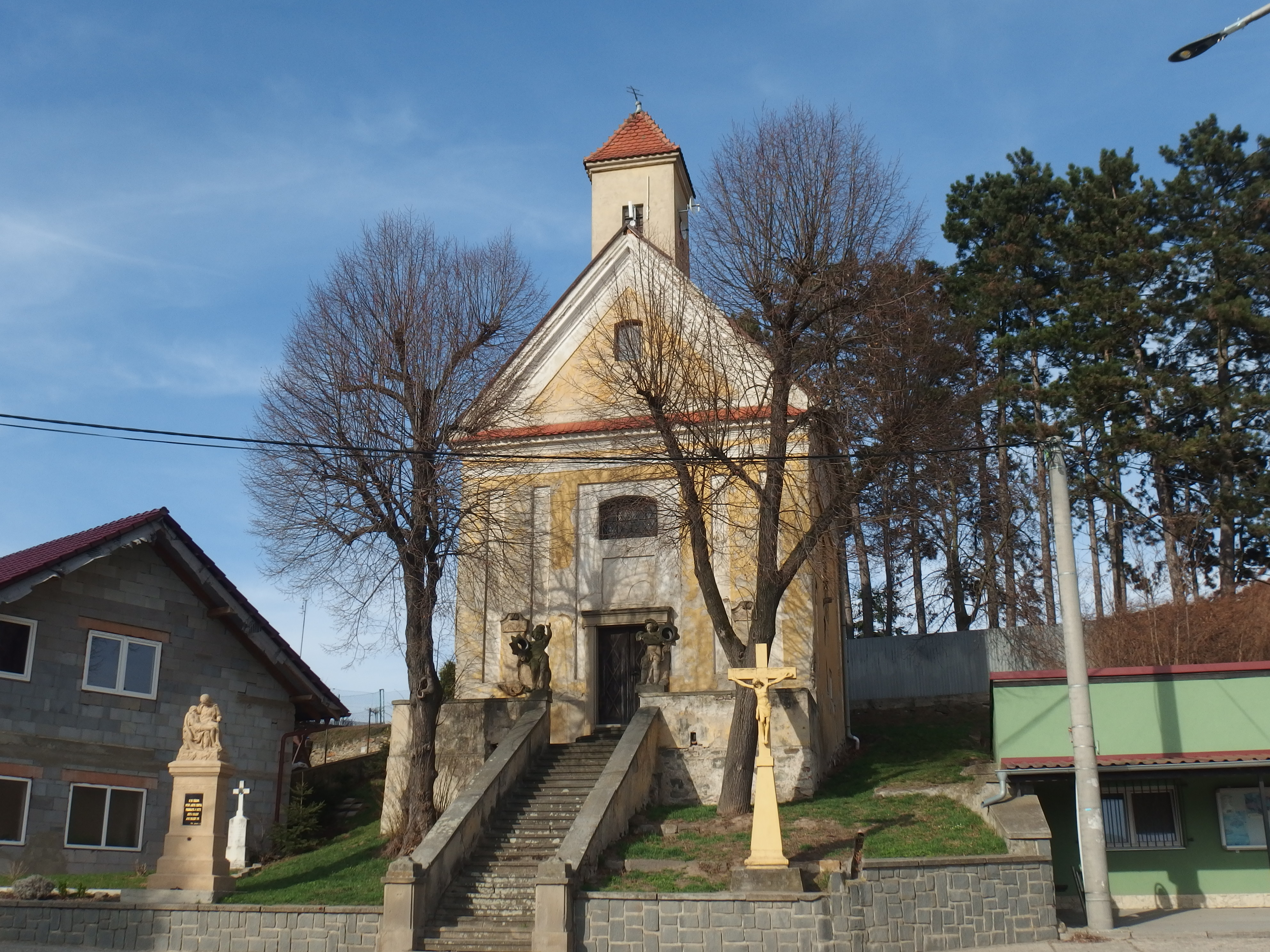
Kirche Mariä Schmerzen

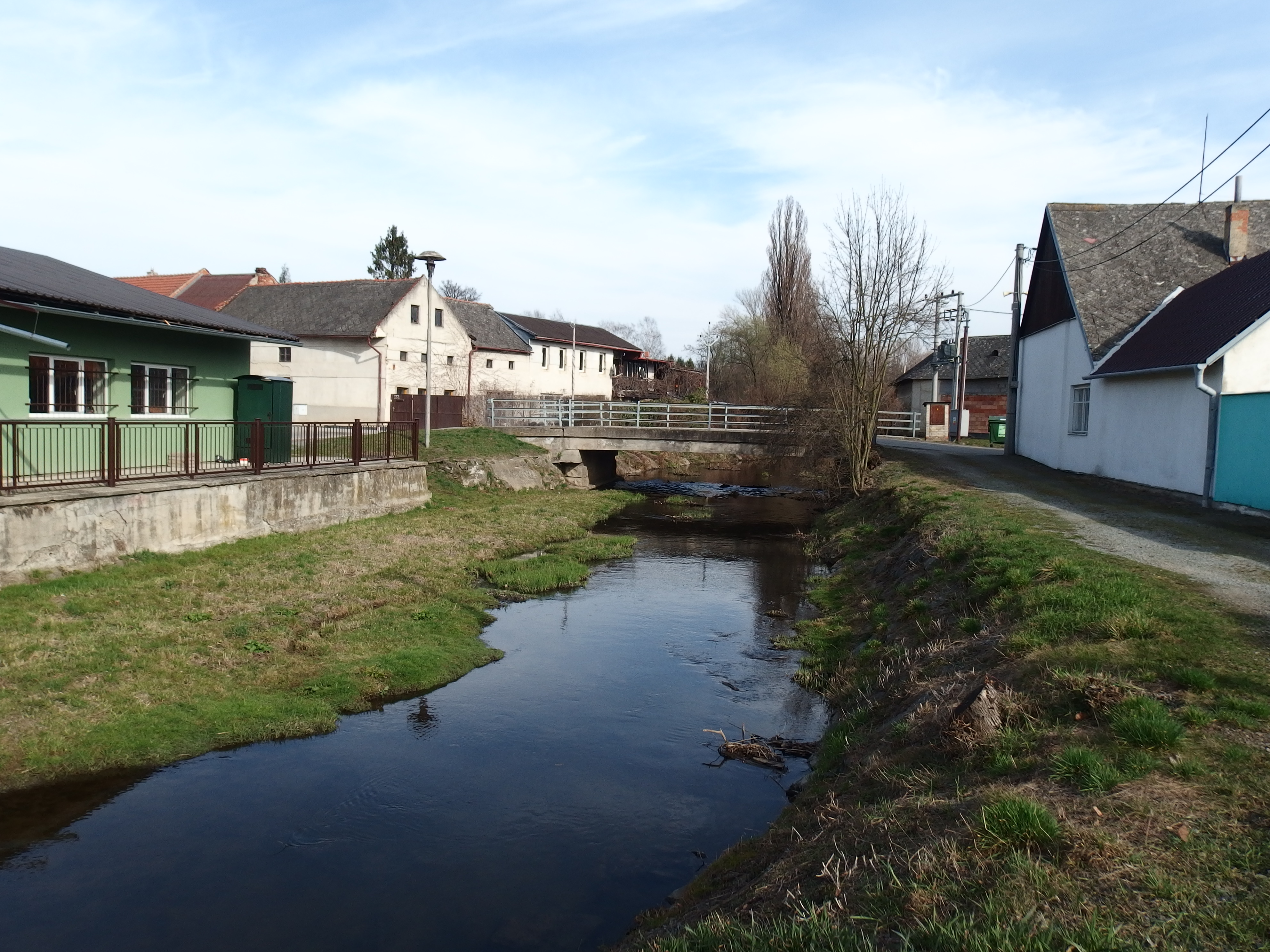
Brücke über die Brodečka

Kobeřice (deutsch Koberzitz, 1939–45 Koberschitz) ist ein Ortsteil der Gemeinde Hradčany-Kobeřice in Tschechien. Er liegt elf Kilometer südlich von Prostějov und gehört zum Okres Prostějov.

## Geographie
Das Längsangerdorf Kobeřice befindet sich in der Talmulde des Flüsschens Brodečka (Prödlitzer Bach) in der Obermährischen Senke (Hornomoravský úval). Im Norden erhebt sich die Předina (313 m. n.m.). Westlich des Dorfes verläuft die Autobahn D 46. Gegen Südwesten erstreckt sich ein ausgedehnter Schotterbruch.
Nachbarorte sind Dobrochov, Kelčice und Vřesovice im Norden, Skalka, Pivín und Bajajka im Nordosten, Tvorovice und Hruška im Osten, Hradčany im Südosten, Dřevnovice und Chvalkovice na Hané im Süden, Želeč, Drysice und Ondratice im Südwesten, Brodek u Prostějova im Westen sowie Otaslavice im Nordwesten.

## Geschichte
Die erste schriftliche Erwähnung des Dorfes erfolgte 1399 als Präbende des Olmützer Domkapitels.
Das älteste Gemeindesiegel stammt aus dem 18. Jahrhundert und zeigt zwei gekreuzte Hacken auf drei Konen aus dem Olmützer Bistumswappen. Die Kirche wurde 1785 errichtet. 1831 und 1836 starben insgesamt 23 Bewohner des Dorfes an der Brechruhr.
Im Jahre 1835 bestand das im Olmützer Kreis gelegene Dorf Kobeřitz bzw. Kobeřice aus 64 Häusern mit 344 mährischsprachigen Einwohnern. Haupterwerbsquelle bildete die Landwirtschaft. Im Ort gab es eine St.-Floriani-Kapelle, eine Gemeindeschule, ein Wirtshaus und eine Mühle. Pfarrort war Dobromielitz, der Amtsort Olmütz. Bis zur Mitte des 19. Jahrhunderts blieb Kobeřitz ein Präbendegut der Olmützer Domkirche.
Nach der Aufhebung der Patrimonialherrschaften bildete Kobeřice / Koberzitz ab 1850 eine Gemeinde im Gerichtsbezirk Proßnitz. Ab 1869 gehörte Kobeřice zum Bezirk Proßnitz; zu dieser Zeit hatte das Dorf 332 Einwohner und bestand aus 72 Häusern. Zu dieser Zeit arbeitete ein Teil der Bewohner neben der Landwirtschaft auch in den umliegenden Steinbrüchen. Außerdem wurde in Kobeřice, wie im benachbarten Städtchen Prödlitz, Keramik hergestellt. 
Im Jahre 1900 lebten in Kobeřice 326 Personen; 1910 waren es 365. Nach dem Ersten Weltkrieg zerfiel der Vielvölkerstaat Österreich-Ungarn, das Dorf wurde 1918 Teil der neu gebildeten Tschechoslowakischen Republik. Beim Zensus von 1921 lebten in den 83 Häusern von Kobeřice 342 Personen, davon 337 Tschechen. 1930 bestand Kobeřice aus 85 Häusern und hatte 378 Einwohner. Von 1939 bis 1945 gehörte Kobeřice / Koberschitz zum Protektorat Böhmen und Mähren. Im Jahre 1950 hatte Kobeřice 292 Einwohner. 1961 wurde Kobeřice mit Hradčany zu einer Gemeinde Hradčany-Kobeřice vereinigt. Beim Zensus von 2001 lebten in den 89 Häusern von Kobeřice 174 Personen.

## Ortsgliederung
Der Ortsteil Kobeřice bildet einen Katastralbezirk.

## Sehenswürdigkeiten
- Kirche Mariä Schmerzen, in Hanglage am oberen Ende des Dorfangers. Der kleine einschiffige Bau wurde 1785 errichtet und war ursprünglich dem hl. Florian geweiht. Die barocke Innenausstattung von 1785 ist erhalten.[3] Den Treppenaufgang und die Figuren ließ der Politiker Mořic Hruban auf eigene Kosten anlegen.
- Statue des hl. Florian, vor der Kirche
- Pietà, unterhalb der Kirche
- Zwei Schutzengelstatuen, beiderseits des Treppenaufgangs zur Kirche
- Denkmal für die Gefallenen des Ersten Weltkrieges, auf dem Dorfanger
- Marterl, am südlichen Ende des Dorfangers

## Persönlichkeiten

### Söhne und Töchter des Ortes
- Robert Čechmánek (1872–1931), Schriftsteller und Slawist

### Im Ort wirkten und lebten
- Mořic Hruban (1862–1945), österreichischer und tschechoslowakischer Politiker. Hruban wurde in Prödlitz geboren und wuchs in Kobeřice auf. Auf eigene Rechnung ließ er das Ortsbild von Kobeřice verschönern.